# Dijana Pavlović
Dijana Pavlović (Kruševac, 11 novembre 1976) è un'attrice, attivista e politica serba naturalizzata italiana.

## Biografia
Nasce a Kruševac, nella Serbia centrale, l'11 novembre del 1976 da una famiglia di etnia rom. Vissuta in Serbia fino al 1999, anno in cui si laurea presso la Facoltà delle Arti drammatiche dell'Università di Belgrado, si stabilisce, nel corso dello stesso anno, in Italia, a Milano, dove si sposa ed attualmente lavora. Dal 1995 al 1999 partecipa a diversi Festival Internazionali di Teatro in Iugoslavia, Romania, Bulgaria. Nel 2000 è traduttrice e interprete nello spettacolo Sentiero color cenere, che si rifà a inediti di poesia e prosa appartenenti alla cultura rom. Nel 1999/2000 recita in lingua italiana, in alcune produzioni teatrali per le scuole superiori, materne ed elementari: la favola Il brutto anatroccolo, Il tartufo e Il medico per forza di Molière.
Da ormai diversi anni, la Pavlović promuove la cultura e la letteratura rom, svolgendo anche il ruolo di mediatrice culturale nelle scuole. È stata candidata per il consiglio comunale di Milano nel 2006, nella lista Uniti con Dario Fo, e per il Parlamento italiano nel 2008 nelle file de La Sinistra l'Arcobaleno, non risultando eletta in entrambe le consultazioni. Nel 2009, invece, si candida senza essere eletta alle elezioni europee nella Lista Comunista Anticapitalista. Si ricandida alle elezioni europee nel 2014 nella lista L'Altra Europa con Tsipras, ma neanche in quest'occasione risulta eletta.
Agli inizi del 2007 promuove con associazioni, comitati, esponenti della società civile la Rete Nopattodilegalità che si propone di contrastare il Patto di legalità e socialità del Comune di Milano che sottopone a un doppio regime legale i cittadini rom. Nell'ottobre del 2007, attuando uno sciopero della fame contro il Comune di Milano, favorisce la costituzione di un tavolo – che raccoglie le associazioni e il sindacato milanesi – che elabora una piattaforma di intervento sulla questione rom.

## Teatro
- La domanda di matrimonio, di Anton Čechov, regia di Roberto Trifirò. Spazio Zazie di Milano (2002)
- Le lacrime amare di Petra Von Kant, di Rainer Werner Fassbinder, regia di Ferdinando Bruni e Elio De Capitani. Teatro dell'Elfo di Milano (2002)
- Le serve, di Jean Genet, regia di Lorenzo Loris. Teatro Out Off di Milano (2003 - 2005)
- La felicità coniugale, di Anton Čechov, per la regia di Roberto Trifirò. Teatro Franco Parenti (2003)
- Mozart e Salieri - Il convitato di pietra, di Aleksandr Sergeevič Puškin, regia di Guido De Monticelli (2003)
- Dispetto d'amore, di Molière, regia di Monica Conti (2004)
- Una ragazza d'oro, di Tatiana Olear, regia di Tatiana Olear (2006)
- Tutti per il camino, del Collettivo 88 She Guevara (2015)

## Filmografia
- Quando si chiudono gli occhi, regia di Beniamino Catena - cortometraggio (2000)[3]
- La squadra - serie TV (2002)
- Provincia meccanica, regia di Stefano Mordini (2005)
- Il prossimo tuo, regia di Anne Riitta Ciccone (2009)
- Io rom romantica, regia di Laura Halilovic (2014)

## Riconoscimenti
- Premio Hystrio 2000 – segnalazione Premio alla Vocazione